# Muruzábal
Muruzábal település Spanyolországban, Navarra autonóm közösségben. Muruzábal Adiós, Enériz, Obanos és Uterga községekkel határos. Lakosainak száma 275 fő (2024).

## Népesség
A település népessége az elmúlt években az alábbi módon változott:
| Lakosok száma | 256  | 293  | 304  | 284  | 288  | 271  | 257  | 233  | 254  | 275  |
|               | 2001 | 2004 | 2006 | 2009 | 2011 | 2014 | 2016 | 2019 | 2021 | 2024 |